# イワン・プトスキー
イワン・プトスキー（Ivan Putski、本名：Józef Bednarski、1941年1月21日 - ）は、ポーランド・クラクフ出身の元プロレスラー。リングネームは、英語圏ではアイヴァン・パッツキーと発音される。
ポーリッシュ・パワー（The Polish Power）のニックネームを持つベビーフェイスのパワーファイターとして、1970年代から1980年代中盤にかけて、WWFを主戦場に活躍した。
1974年に新日本プロレスに来日した同名選手（リック・フェララ）とは別人。来日経験はないが、その筋骨隆々の肉体から、日本では「岩石男」の異名で呼ばれた。

## 来歴
少年期にポーランドより家族と共にアメリカ合衆国に渡り、移住地のテキサスでプロレスラーとしてデビュー。ポーランドの童話の怪力キャラクターである「イワン・プトスキー」をリングネームに、イゴール・ボディックを模したキャラクターとなって、フリッツ・フォン・エリックが主宰していたダラスのNWAビッグタイム・レスリング（後のWCCW）にて活動する。1973年にはタイトルを返上したミル・マスカラスに代わり、ホセ・ロザリオのパートナーに起用されてNWAテキサス・タッグ王座を獲得した。
1974年からはAWAに参戦。ザ・クラッシャー、ラリー・ヘニング、ビル・ロビンソンらのパートナーとなり、ニック・ボックウィンクル&レイ・スティーブンスが保持していたAWA世界タッグ王座に挑戦した。アンドレ・ザ・ジャイアントやクリス・テイラーとも組み、ラーズ・アンダーソン、ブラックジャック・ランザ、ボビー・ヒーナン、バロン・フォン・ラシク、ホースト・ホフマン、ボリス・ブレジニコフなどのヒール勢と対戦している。

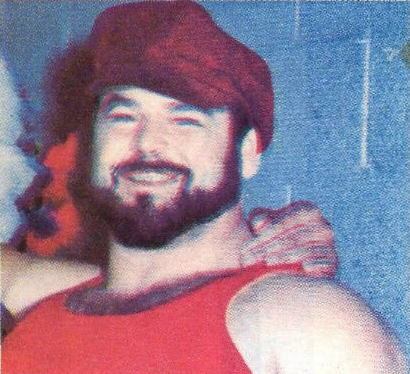
1977年

1975年より、ニューヨークのWWWFに進出。以降、1970年代全般に渡ってWWWF（WWF）を主戦場に、ポーランド移民の肉体労働者をイメージしたブルーカラーのベビーフェイスとして活躍する。身長180cmにも満たない小兵ながら、その頑強な肉体から繰り出すパワーを武器に、ブラックジャック・マリガン、スタン・ハンセン、ブルーザー・ブロディらスーパーヘビー級の巨漢を相手に一歩も退かない果敢なファイトを展開。悪党王者スーパースター・ビリー・グラハムのWWWFヘビー級王座にも再三挑戦した。1979年10月22日にはティト・サンタナと組んでジョニーとジェリーのバリアント・ブラザーズを破り、WWFタッグ王座を獲得している。
1981年は古巣のテキサスに戻り、サンアントニオのサウスウエスト・チャンピオンシップ・レスリング（SCW）にてタンク・パットンと抗争。4月にはワフー・マクダニエルと組んでドリー・ファンク・ジュニア&ラリー・レーンからSCW世界タッグ王座を奪取、以降もジノ・ヘルナンデス&タリー・ブランチャードのダイナミック・デュオとタイトルを争った。

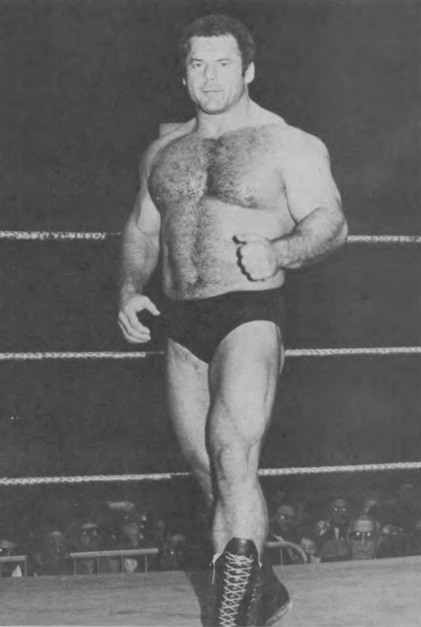
1982年

1982年末にWWFへ戻り、1983年からはイワン・コロフとの「ポーランド対ソビエト」の抗争を開始。1984年よりスタートしたビンス・マクマホン・ジュニアの全米侵攻サーキットにも中堅ベビーフェイスのポジションで参加した。1985年11月7日に開催されたWWF最初期のPPVイベント "ザ・レスリング・クラシック" では16人参加のトーナメントに出場したが、1回戦でランディ・サベージに敗退している。
その後はセミリタイアし、1980年代末に地元テキサスのヒューストンでプロレスリング・スクールを開校。ヘッド・トレーナーのスコット・ケーシーと共に、ブッカー・Tやアーメッド・ジョンソンらを指導した。過去の功績をたたえ、1995年にはWWF殿堂に迎えられている。1997年には息子の スコット・プトスキーのパートナーとしてWWFのリングに復帰、ジェリー・ローラー&ブライアン・クリストファーとの親子タッグ対決が行われた。
引退後はテキサス州オースティンにて学校のセキュリティ・ガードに転身。インディー団体にも時折参戦しており、2007年3月24日にはペンシルベニア州のIWC（International Wrestling Cartel）にサンタナとの元WWFタッグ王者チームで出場、グレッグ・バレンタイン&ラリー・スウィーニーから勝利を収めた。
日本には1980年11月、新日本プロレスの第1回MSGタッグ・リーグ戦にアンドレ・ザ・ジャイアントのパートナーとして参加が予定されていた（事前にキャンセルとなり、代打でザ・ハングマンが出場）。来日が待たれた「まだ見ぬ強豪」の一人だったが、日本参戦は一度も実現することはなかった。

## 得意技
- ポーリッシュ・ハンマー
- ベアハッグ
- ヘッドロック
- パワースラム

## 獲得タイトル
NWAビッグタイム・レスリング
- NWAテキサス・タッグ王座：2回（w / ホセ・ロザリオ） [6]

ワールド・レスリング・フェデレーション
- WWFタッグ王座：1回（w / ティト・サンタナ） [10]
- WWF殿堂：1995年度[2]

サウスウエスト・チャンピオンシップ・レスリング
- SCW世界タッグ王座：1回（w / ワフー・マクダニエル） [12]